# ایزوتیوسیانات

ساختار کلی یک ایزوتیوسیانات

ایزوتیوسیانات(به انگلیسی: Isothiocyanate) یک گروه عاملی در شیمی آلی است که از جابجایی اتم اکسیژن با یک اتم گوگرد در ساختار ایزوسیانات به وجود می‌آید.